# Liste der Auslandsvertretungen des Vereinigten Königreichs

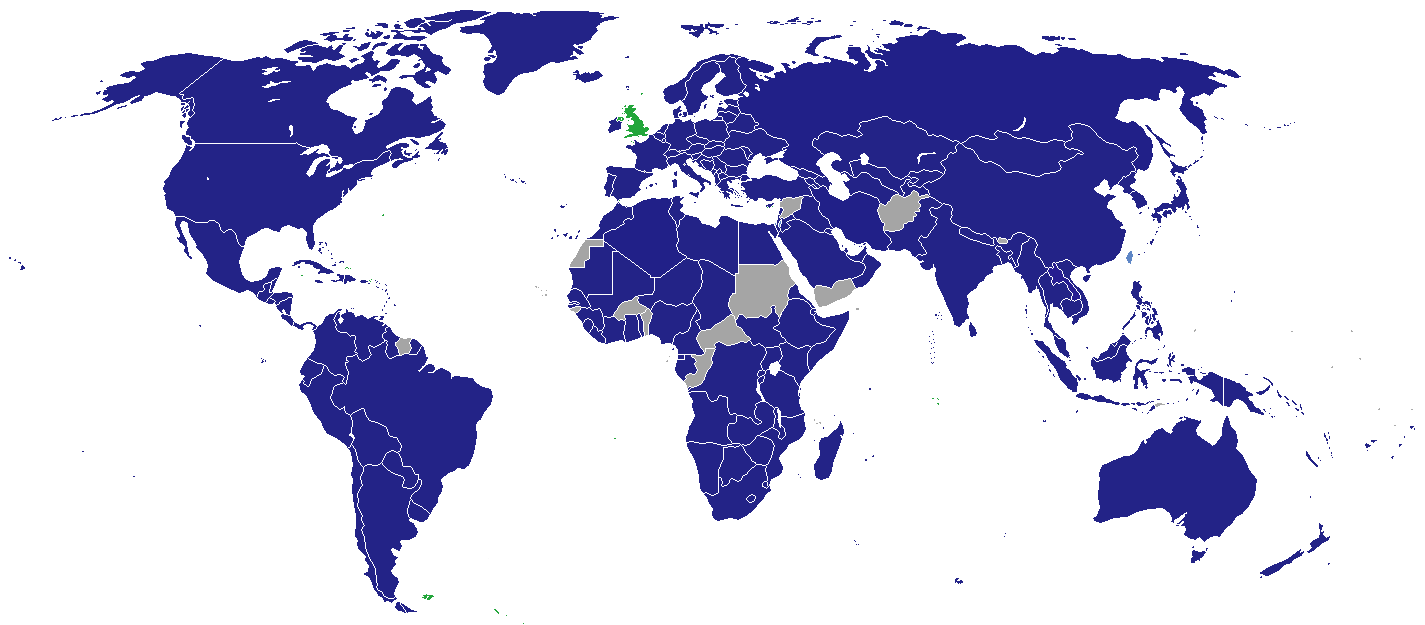
Standorte der diplomatischen Vertretungen des Vereinigten Königreichs

Dies ist eine Liste der diplomatischen und konsularischen Vertretungen des Vereinigten Königreichs.

## Diplomatische und konsularische Vertretungen

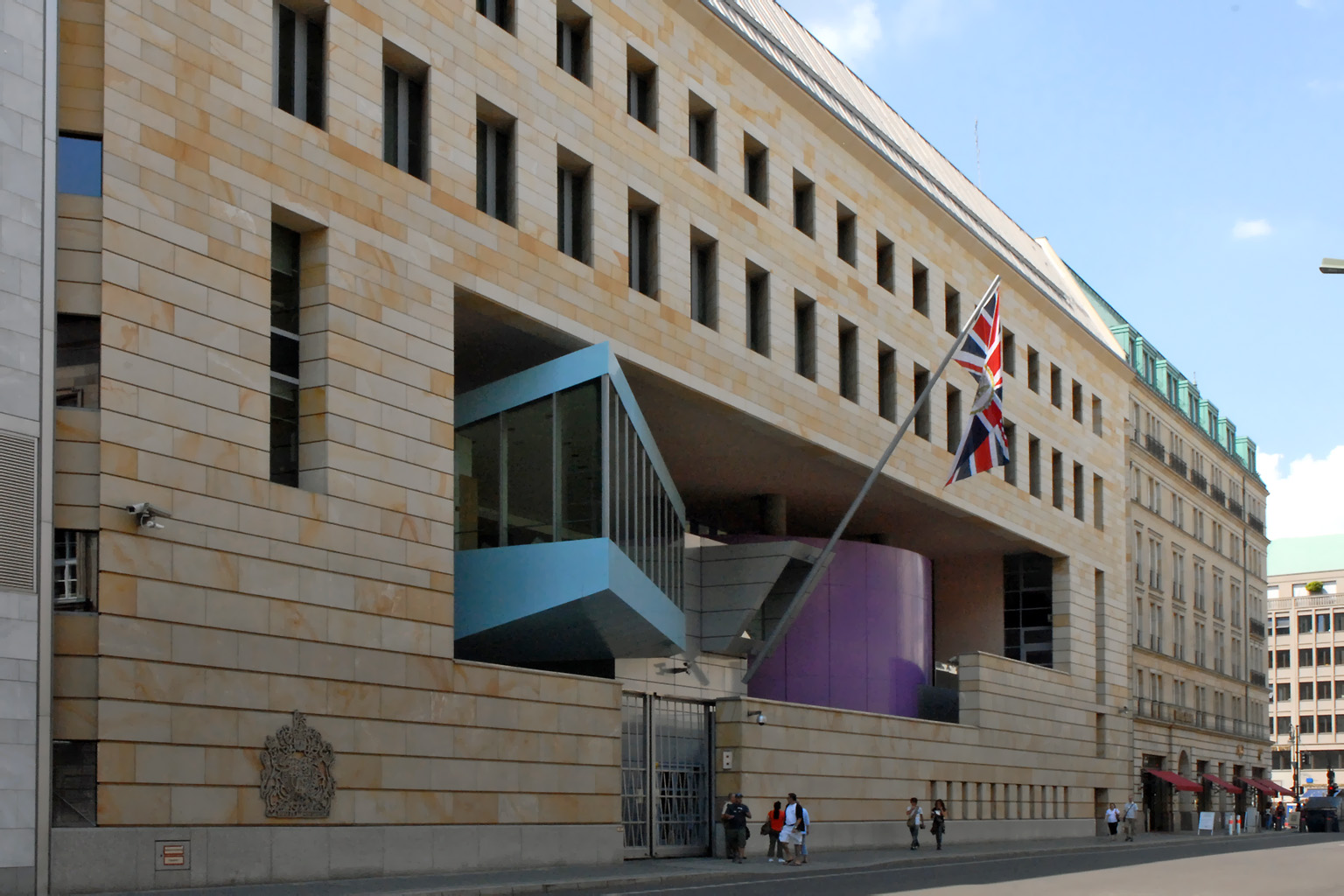
Botschaft des Vereinigten Königreichs in Berlin

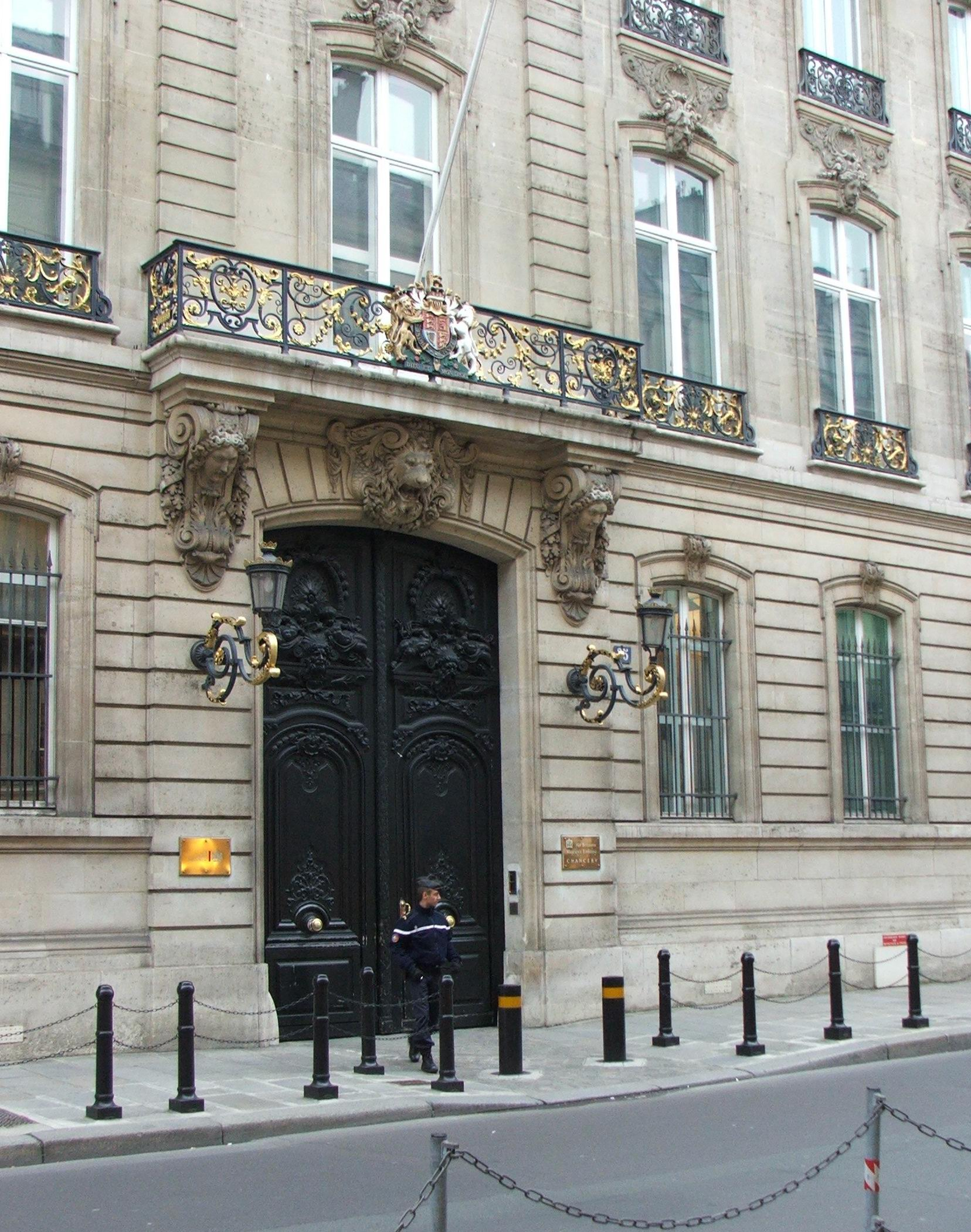
Botschaft des Vereinigten Königreichs in Paris

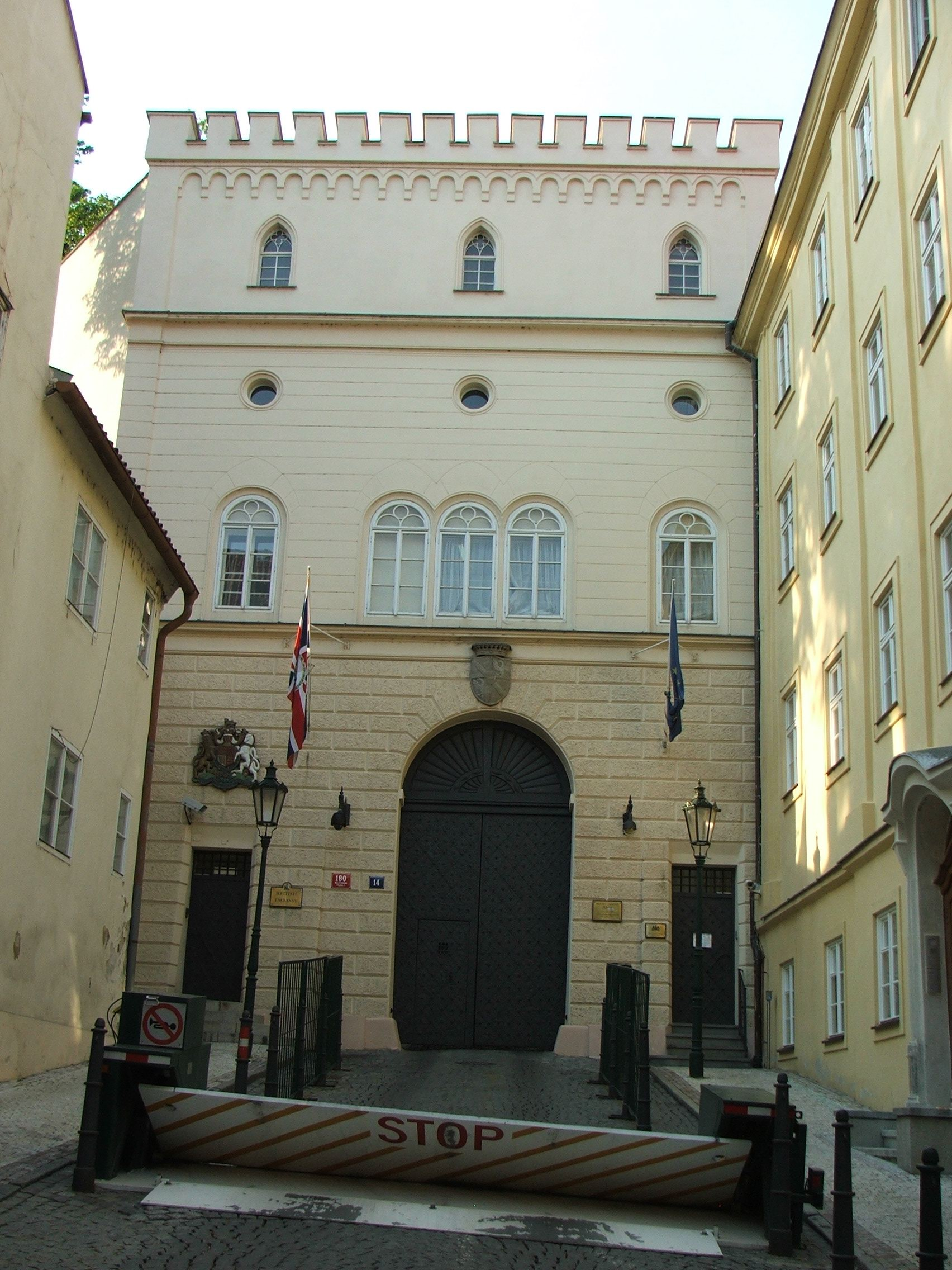
Botschaft des Vereinigten Königreichs in Prag

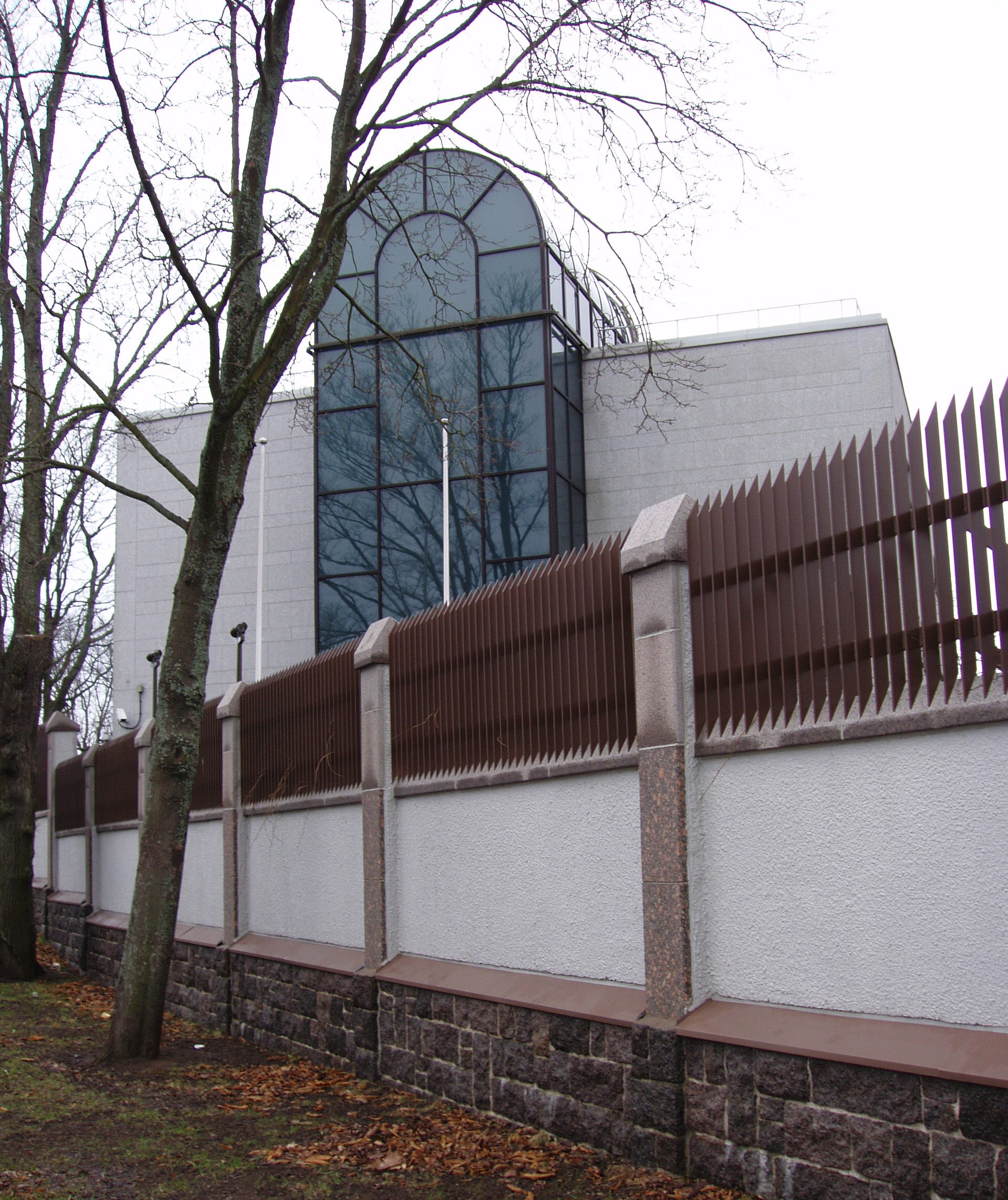
Botschaft des Vereinigten Königreichs in Helsinki

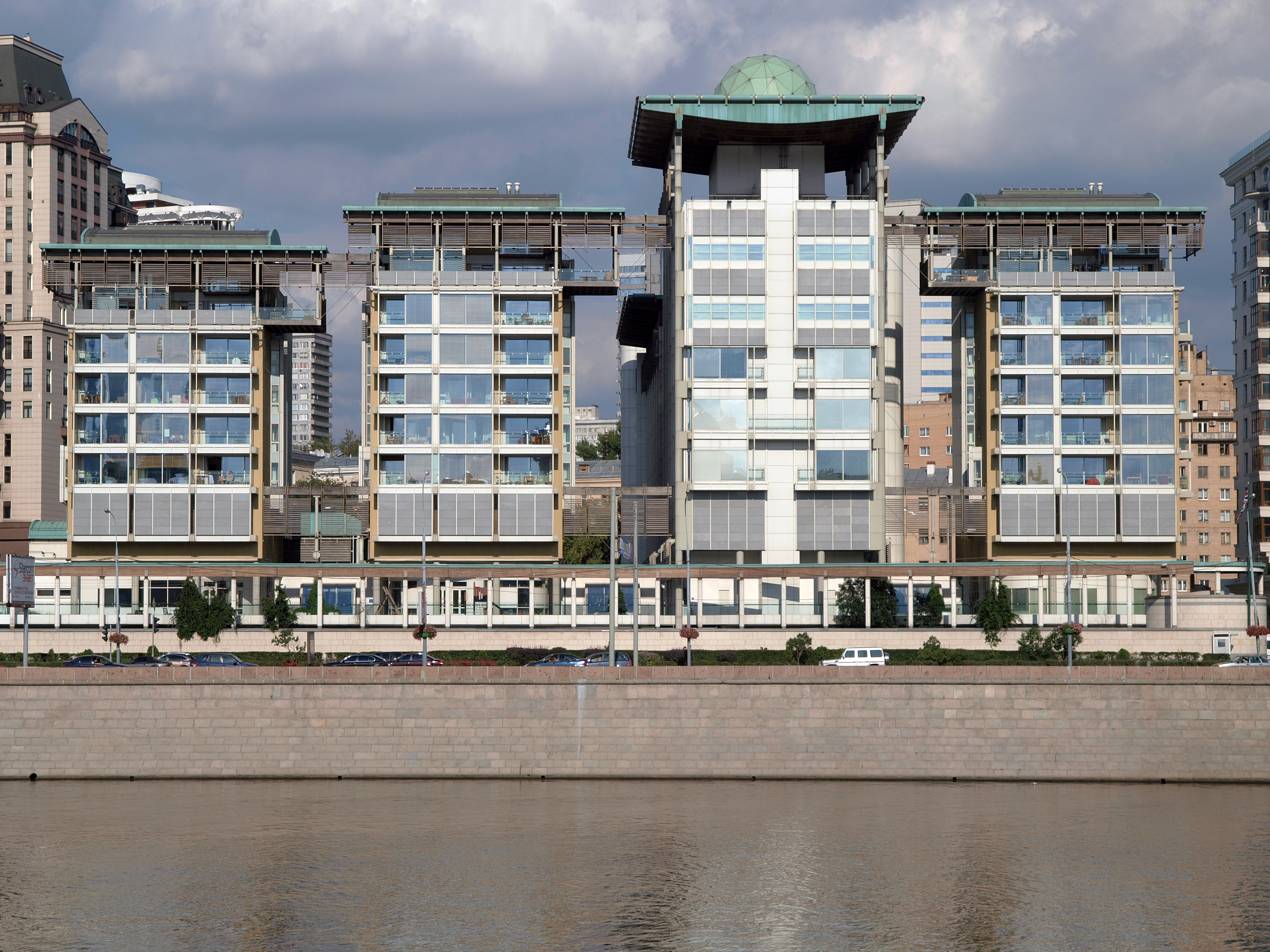
Botschaft des Vereinigten Königreichs in Moskau

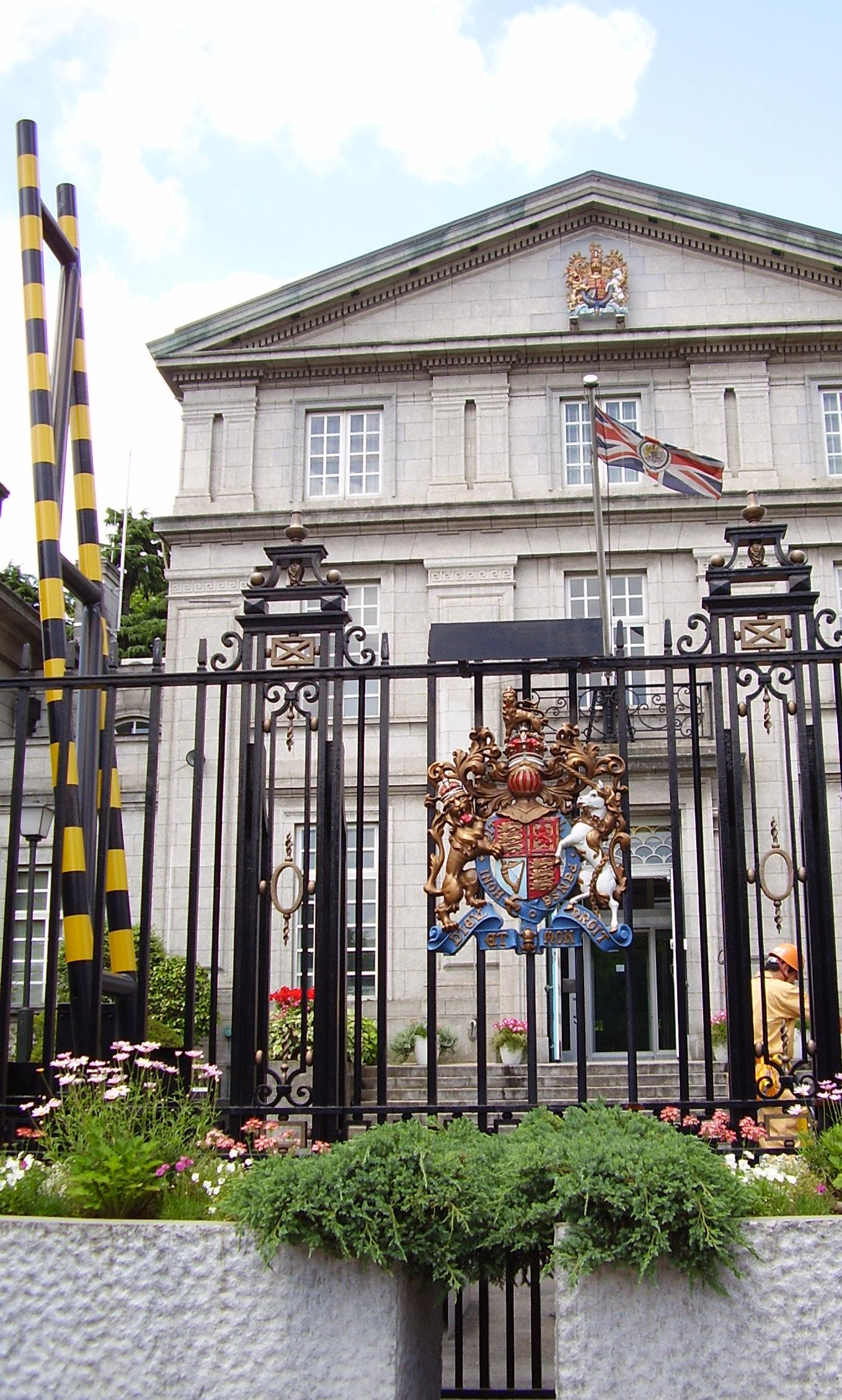
Botschaft des Vereinigten Königreichs in Tokyo

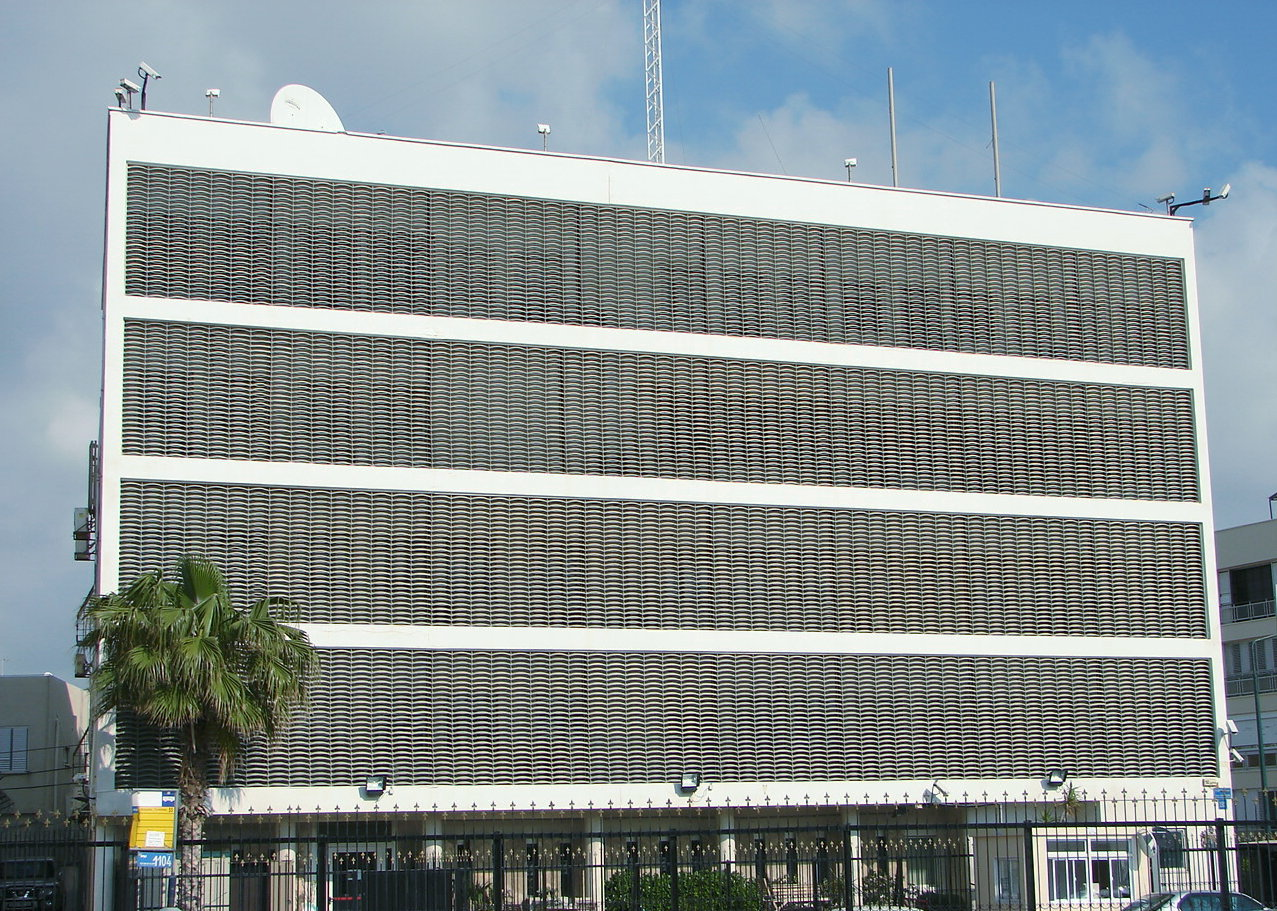
Botschaft des Vereinigten Königreichs in Tel Aviv

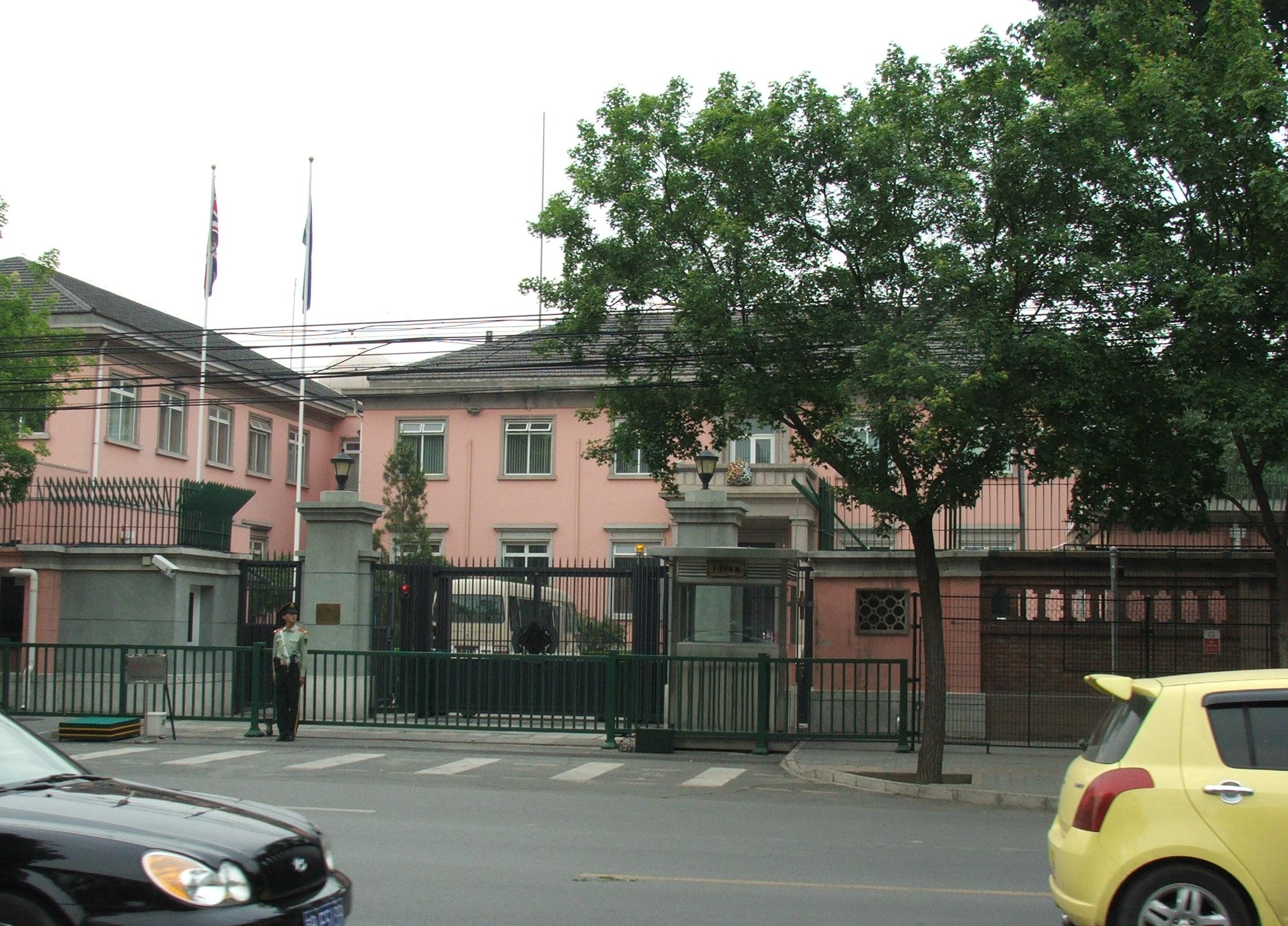
Botschaft des Vereinigten Königreichs in Peking

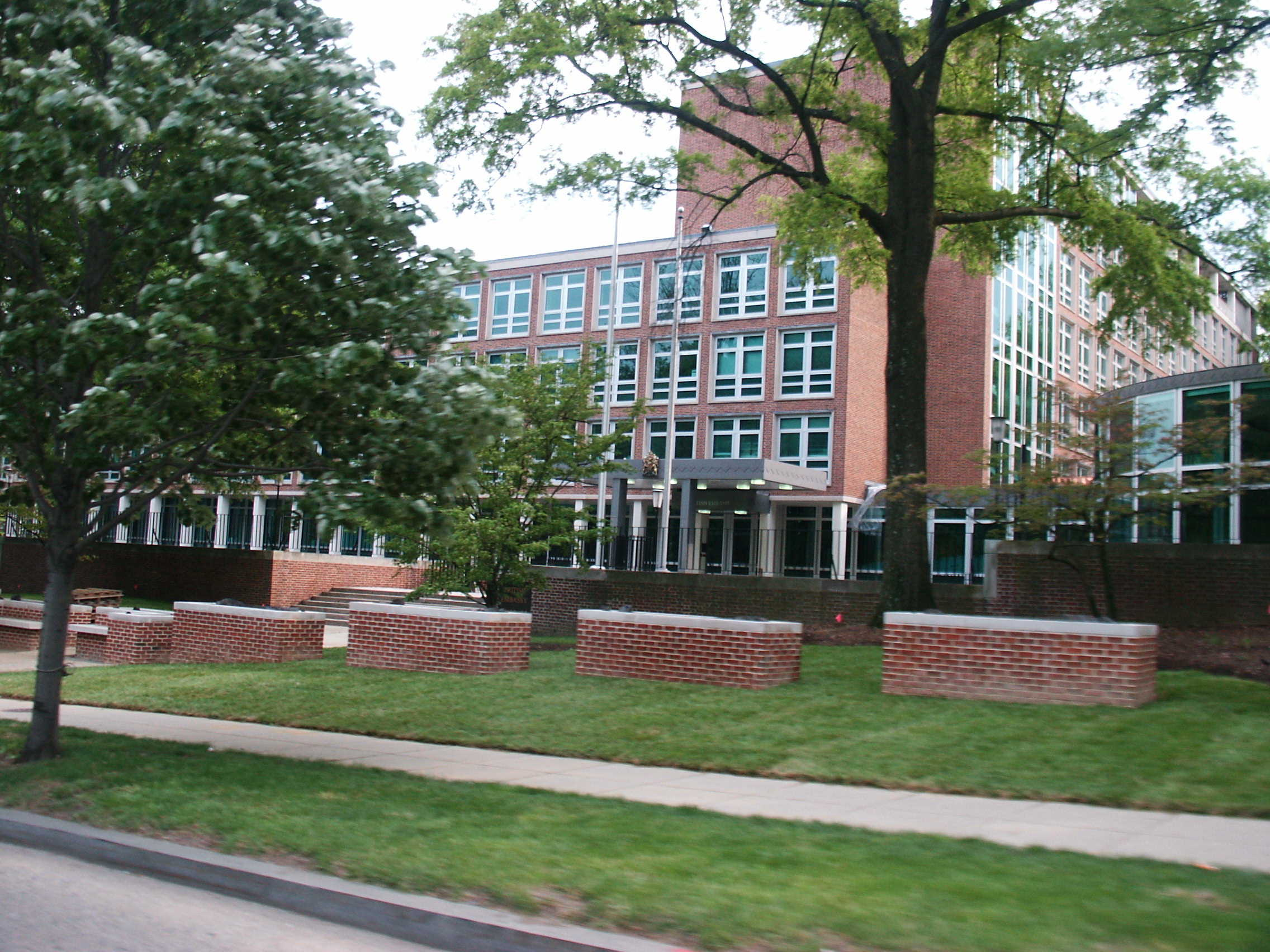
Botschaft des Vereinigten Königreichs in Washington, D.C.

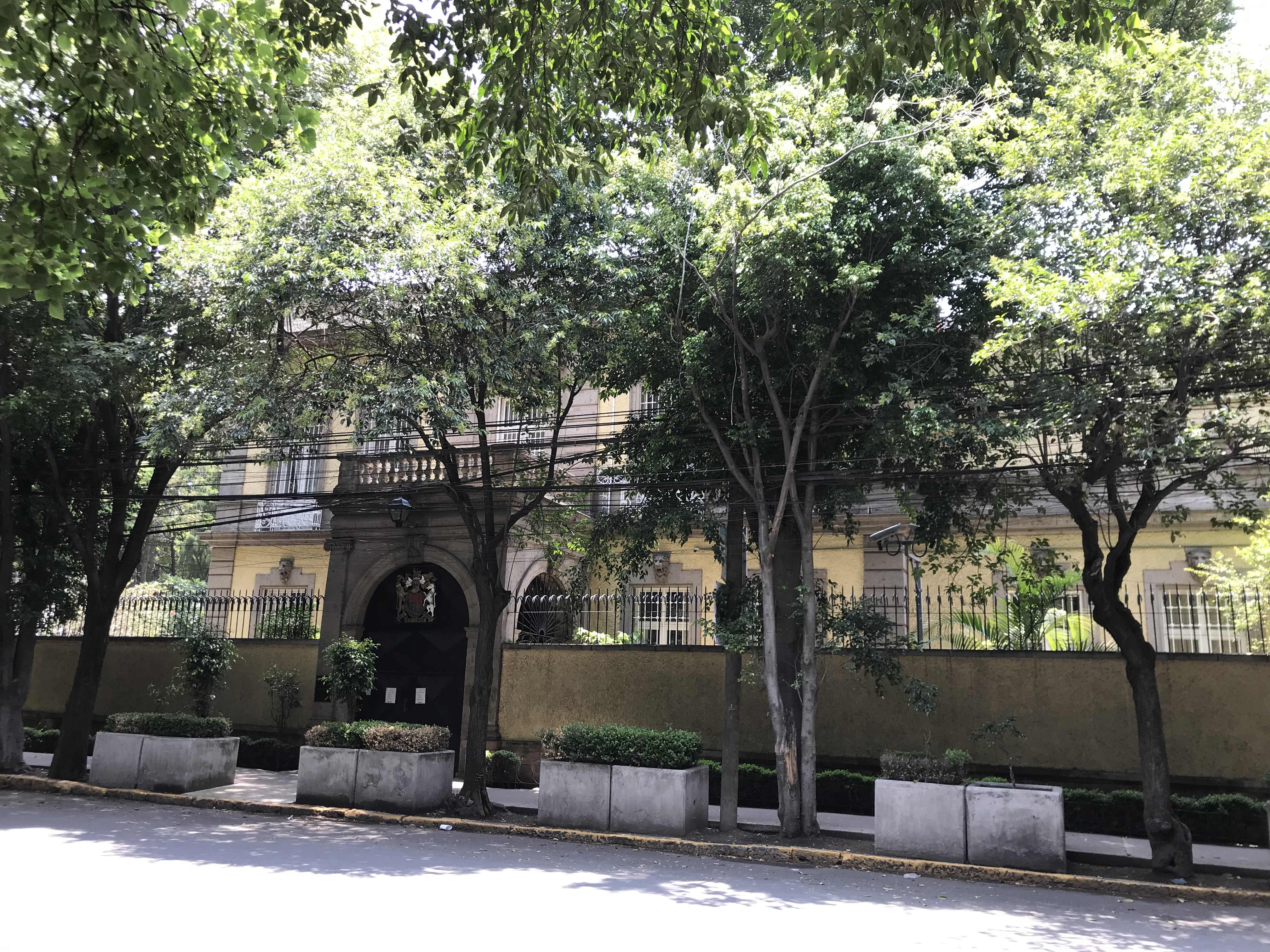
Botschaft des Vereinigten Königreichs in Mexiko-Stadt

### Afrika
| - Ägypten: Kairo, Botschaft - Ägypten: Alexandria, Generalkonsulat - Algerien: Algier, Botschaft - Angola: Luanda, Botschaft - Äthiopien: Addis Abeba, Botschaft - Botswana: Gaborone, Hohe Kommission - Burundi: Bujumbura, Verbindungsbüro - Demokratische Republik Kongo: Kinshasa, Botschaft - Dschibuti: Dschibuti-Stadt, Botschaft - Elfenbeinküste: Abidjan, Botschaft - Eritrea: Asmara, Botschaft - Eswatini: Mbabane, Hohe Kommission - Gambia: Banjul, Botschaft - Ghana: Accra, Hohe Kommission - Guinea: Conakry, Botschaft - Kamerun: Jaunde, Hohe Kommission - Kenia: Nairobi, Hohe Kommission - Liberia: Monrovia, Botschaft - Libyen: Tripolis, Botschaft - Libyen: Bengasi, Verbindungsbüro - Madagaskar: Antananarivo, Botschaft - Malawi: Lilongwe, Hohe Kommission - Mali: Bamako, Verbindungsbüro - Marokko: Rabat, Botschaft - Marokko: Casablanca, Generalkonsulat | - Mauretanien, Nouakchott, Botschaft - Mauritius: Port Louis, Hohe Kommission - Mosambik: Maputo, Hohe Kommission - Namibia: Windhoek, Hohe Kommission - Nigeria: Abuja, Hohe Kommission - Nigeria: Lagos, Generalkonsulat - Nigeria: Ibadan, Verbindungsbüro - Nigeria: Kaduna, Verbindungsbüro - Nigeria: Port Harcourt, Verbindungsbüro - Ruanda: Kigali, Hohe Kommission - Sambia: Lusaka, Hohe Kommission - Senegal: Dakar, Botschaft - Seychellen: Victoria, Hohe Kommission - Sierra Leone: Freetown, Hohe Kommission - Simbabwe: Harare, Botschaft - Somalia: Mogadischu, Botschaft - Somalia: Hargeysa, British Office Hargeisa - Südafrika: Pretoria, Hohe Kommission - Südafrika: Kapstadt, Generalkonsulat - Südafrika: Johannesburg, Trade & Investment Office - Südsudan: Juba, Botschaft - Tansania: Daressalam, Hohe Kommission - Tansania: Dodoma, Dodoma Office - Tunesien: Tunis, Botschaft - Uganda: Kampala, Hohe Kommission |

### Asien
| - Armenien: Jerewan, Botschaft - Aserbaidschan: Baku, Botschaft - Bahrain: Manama, Botschaft - Bangladesch: Dhaka, Hohe Kommission - Bangladesch: Sylhet, Konsulat - Brunei: Bandar Seri Begawan, Hohe Kommission - Volksrepublik China: Peking, Botschaft - Volksrepublik China: Chongqing, Generalkonsulat - Volksrepublik China: Guangzhou, Generalkonsulat - Volksrepublik China: Hongkong, Generalkonsulat - Volksrepublik China: Shanghai, Generalkonsulat - Volksrepublik China: Wuhan, Generalkonsulat - Indien: Neu-Delhi, Hohe Kommission - Indien: Ahmedabad, stellvertretende Hohe Kommission - Indien: Bangalore, stellvertretende Hohe Kommission - Indien: Chandigarh, stellvertretende Hohe Kommission - Indien: Chennai, stellvertretende Hohe Kommission - Indien: Kalkutta, stellvertretende Hohe Kommission - Indien: Mumbai, stellvertretende Hohe Kommission - Indien: Hyderabad, Handelsbüro - Indien: Panaji, British Nationals Assistance Office - Indonesien: Jakarta, Botschaft - Indonesien: Bali, Konsulat - Iran: Teheran, britische Interessenvertretung in der Botschaft von Schweden - Irak: Bagdad, Botschaft - Irak: Erbil, Generalkonsulat - Israel: Tel Aviv, Botschaft - Israel: Jerusalem, Generalkonsulat - Japan: Tokyo, Botschaft - Japan: Osaka, Generalkonsulat - Jordanien: Amman, Botschaft - Kambodscha: Phnom Penh, Botschaft - Kasachstan: Astana, Botschaft | - Kasachstan: Almaty, Botschaft - Katar: Doha, Büro - Kirgisistan: Bischkek, Botschaft - Kuwait: Kuwait, Botschaft - Laos: Vientiane, Botschaft - Libanon: Beirut, Botschaft - Malaysia: Kuala Lumpur, Hohe Kommission - Malediven: Malé, Hohe Kommission - Mongolei: Ulaanbaatar, Botschaft - Myanmar: Rangun, Botschaft - Nepal: Kathmandu, Botschaft - Nordkorea: Pjöngjang, Botschaft - Oman: Maskat, Botschaft - Pakistan: Islamabad, Hohe Kommission - Pakistan: Karatschi, stellvertretende Hohe Kommission - Pakistan: Lahore, Generalkonsulat - Philippinen: Manila, Botschaft - Saudi-Arabien: Riad, Botschaft - Saudi-Arabien: Dschidda, Generalkonsulat - Saudi-Arabien: al-Chubar, Handelsbüro - Singapur: Singapur, Hohe Kommission - Sri Lanka: Colombo, Hohe Kommission - Südkorea: Seoul, Botschaft - Syrien: Damaskus, Botschaft - Tadschikistan: Duschanbe, Botschaft - Taiwan: Taipeh, Britisches Büro - Thailand: Bangkok, Botschaft - Turkmenistan: Aşgabat, Botschaft - Usbekistan: Taschkent, Botschaft - Vereinigte Arabische Emirate: Abu Dhabi, Botschaft - Vereinigte Arabische Emirate: Dubai, Generalkonsulat - Vietnam: Hanoi, Botschaft - Vietnam: Ho-Chi-Minh-Stadt, Generalkonsulat |

### Australien und Ozeanien
| - Australien: Canberra, Hohe Kommission - Australien: Melbourne, Generalkonsulat - Australien: Sydney, Generalkonsulat - Australien: Brisbane, Konsulat - Australien: Perth, Konsulat - Fidschi: Suva, Botschaft - Neuseeland: Wellington, Hohe Kommission | - Neuseeland: Auckland, Generalkonsulat - Papua-Neuguinea: Port Moresby, Hohe Kommission - Samoa: Apia, Hohe Kommission - Salomonen: Honiara, Hohe Kommission - Tonga: Nukuʻalofa, Hohe Kommission - Vanuatu: Port Vila, Hohe Kommission |

### Europa
| - Albanien: Tirana, Botschaft - Belgien: Brüssel, Botschaft - Bosnien und Herzegowina: Sarajevo, Botschaft - Bosnien und Herzegowina: Banja Luka, Konsulat - Bulgarien: Sofia, Botschaft - Dänemark: Kopenhagen, Botschaft - Deutschland: Berlin, Botschaft - Deutschland: Düsseldorf, Generalkonsulat - Deutschland: München, Generalkonsulat - Estland: Tallinn, Botschaft - Finnland: Helsinki, Botschaft - Frankreich: Paris, Botschaft - Frankreich: Bordeaux, Generalkonsulat - Frankreich: Marseille, Konsulat - Frankreich: Lyon, Trade & Investment Office - Georgien: Tiflis, Botschaft - Griechenland: Athen, Botschaft - Island: Reykjavík, Botschaft - Irland: Dublin, Botschaft - Italien: Rom, Botschaft - Italien: Mailand, Generalkonsulat - Italien: Neapel, Konsulat - Kosovo: Priština, Botschaft - Kroatien: Zagreb, Botschaft - Lettland: Riga, Botschaft - Litauen: Wilna, Botschaft - Luxemburg: Luxemburg, Botschaft - Nordmazedonien: Skopje, Botschaft - Malta: Valletta, Hohe Kommission - Moldau: Chișinău, Botschaft - Montenegro: Podgorica, Botschaft - Niederlande: Den Haag, Botschaft | - Niederlande: Amsterdam, Generalkonsulat - Norwegen: Oslo, Botschaft - Österreich: Wien, Botschaft - Polen: Warschau, Botschaft - Portugal: Lissabon, Botschaft - Portugal: Portimão, Konsulat - Rumänien: Bukarest, Botschaft - Russland: Moskau, Botschaft - Russland: Jekaterinburg, Generalkonsulat - Russland: St. Petersburg, Generalkonsulat - Schweden: Stockholm, Botschaft - Schweiz: Bern, Botschaft - Serbien: Belgrad, Botschaft - Slowakei: Bratislava, Botschaft - Slowenien: Ljubljana, Botschaft - Spanien: Madrid, Botschaft - Spanien: Barcelona, Generalkonsulat - Spanien: Alicante, Konsulat - Spanien: Ibiza, Konsulat - Spanien: Las Palmas de Gran Canaria, Konsulat - Spanien: Málaga, Konsulat - Spanien: Palma, Konsulat - Spanien: Santa Cruz de Tenerife, Konsulat - Tschechien: Prag, Botschaft - Türkei: Ankara, Botschaft - Türkei: Istanbul, Generalkonsulat - Türkei: Izmir, Vizekonsulat - Türkei: Antalya, Konsulat - Ukraine: Kiew, Botschaft - Ungarn: Budapest, Botschaft - Belarus: Minsk, Botschaft - Zypern: Nikosia, Hohe Kommission |

### Nordamerika
| - Antigua und Barbuda: Saint John’s, Hohe Kommission - Bahamas: Nassau, Hohe Kommission - Barbados: Bridgetown, Hohe Kommission - Belize: Belmopan, Hohe Kommission - Costa Rica: San José, Botschaft - Dominikanische Republik: Santo Domingo, Botschaft - El Salvador: San Salvador, Botschaft - Grenada: St. George’s, Hohe Kommission - Guatemala: Guatemala-Stadt, Botschaft - Haiti: Port-au-Prince, Botschaft - Jamaika: Kingston, Hohe Kommission - Kanada: Ottawa, Hohe Kommission - Kanada: Calgary, Generalkonsulat - Kanada: Montreal, Generalkonsulat - Kanada: Toronto, Generalkonsulat - Kanada: Vancouver, Generalkonsulat - Kuba: Havanna, Botschaft - Mexiko: Mexiko-Stadt, Botschaft - Mexiko: Cancún, Generalkonsulat | - Mexiko: Monterrey, Konsulat - Panama: Panama-Stadt, Botschaft - St. Lucia: Castries, Hohe Kommission - St. Vincent und die Grenadinen: Castries, Hohe Kommission - Trinidad und Tobago: Port of Spain, Hohe Kommission - Vereinigte Staaten: Washington, D.C., Botschaft - Vereinigte Staaten: Atlanta, Generalkonsulat - Vereinigte Staaten: Boston, Generalkonsulat - Vereinigte Staaten: Chicago, Generalkonsulat - Vereinigte Staaten: Denver, Generalkonsulat - Vereinigte Staaten: Houston, Generalkonsulat - Vereinigte Staaten: Los Angeles, Generalkonsulat - Vereinigte Staaten: Miami, Generalkonsulat - Vereinigte Staaten: Minneapolis, Generalkonsulat - Vereinigte Staaten: New York, Generalkonsulat - Vereinigte Staaten: Raleigh, Generalkonsulat - Vereinigte Staaten: San Diego, Generalkonsulat - Vereinigte Staaten: San Francisco, Generalkonsulat - Vereinigte Staaten: Seattle, Regierungsbüro |

### Südamerika
| - Argentinien: Buenos Aires, Botschaft - Bolivien: La Paz, Botschaft - Brasilien: Brasília, Botschaft - Brasilien: Recife, Generalkonsulat - Brasilien: Rio de Janeiro, Generalkonsulat - Brasilien: São Paulo, Generalkonsulat - Brasilien: Porto Alegre, Handelsbüro - Chile: Santiago de Chile, Botschaft | - Kolumbien: Bogotá, Botschaft - Ecuador: Quito, Botschaft - Guyana: Georgetown (Guyana), Hohe Kommission - Paraguay: Asunción, Botschaft - Peru: Lima, Botschaft - Uruguay: Montevideo, Botschaft - Venezuela: Caracas, Botschaft |

## Vertretungen bei internationalen Organisationen
- Europäische Union: Brüssel, Ständige Vertretung
- Europarat: Straßburg, Ständige Vertretung
- NATO: Brüssel, Ständige Vertretung
- Vereinte Nationen: New York, Ständige Vertretung
- Vereinte Nationen: Genf, Mission
- Vereinte Nationen: Nairobi, Mission
- Organisation für Sicherheit und Zusammenarbeit in Europa (OSZE): Wien, Delegation
- Organisation der Vereinten Nationen für Erziehung, Wissenschaft und Kultur (UNESCO): Paris, Delegation
- Heiliger Stuhl: Rom, Botschaft